# Puebla (by)
 For alternative betydninger, se Puebla. (Se også artikler, som begynder med Puebla)
Den mexicanske by Puebla ligger lidt over 100 km sydøst for Mexico City på 19.05°N 98.22°V og er hovedstad i delstaten af samme navn, Puebla. Det anslåede indbyggertal i 2003 var 1.345.500. I byens historiske del er meget af den spanske arkitektur fra kolonitiden bevaret og den er derfor på UNESCOs Verdensarvsliste. Nogle er de historiske bygninger er bemærkelsesværdigt godt istandsat; mens mange er i en meget ringe stand.
Den 5. maj 1862 besejrede general Ignacio Zaragozas hær de franske ekspeditionsstyrker nær Puebla, i Slaget ved Puebla.
Puebla er hjemsted for mole, en kraftig krydret sovs indeholdende chokolade og nødder.
19°03′05″N 98°13′04″V / 19.0514°N 98.2178°V